# على واحدة ونص (فلم)
على واحدة ونص فيلم مصري إنتاج عام 2012، بطولة الراقصة سما المصري، إخراج جمعة بدران.

## القصة
تدور أحداث الفيلم حول الفتاة حورية (سما المصري) التي يحاول زوج خالتها (فايق عزب) الاعتداء عليها؛ فتضطر للهرب من المنزل وتلجأ إلى صديقتها التي تساعدها في الالتحاق بإحدى الجرائد، وتعمل كصحفية تحت إشراف الصحفي أكرم شاكر (رضا إدريس) الذي يحاول إجبارها على ممارسة الرذيلة بمساعدة رئيس التحرير مروان فترفض. ولكن أكرم يخبرها أن توقيعها على عقد العمل في الجريدة الوهمية ما هو إلا توقيع على عقد زواج عرفي منه فتجد نفسها مضطرة للعمل كراقصة في ملهى ليلي....ومع توالي الأحداث تكتشف حورية عصابة كبيرة لتهريب الآثار تحاول المساعدة في إلقاء القبض عليها.

## الممثلون
- سما المصري
- محسن منصور
- بدرية طلبة
- فايق عزب
- رضا إدريس
- نادية العراقية
- جمال حجازي
- أيمن إسماعيل
- سحر كامل

## إنتقادات
أثار الفيلم انتقادات كثيرة لحتواهه على العديد من المشاهد المثيرة جنسيا وأصدر الأزهر بيانا يحث فيه المصريين على عدم مشاهدة الفيلم لما يحويه من تجاوزات خادشة للحياء
وأقام عدد من الصحفيين صفحات علي موقع فيسبوك تهاجم الفيلم، اعتراضاً على ما جاء في إعلاماته حبث ظهرت سما المصري في شخصية صحفية تتحول إلى راقصة، واعتبروه إساءة إلى مهنة الصحافة.

## روابط خارجية
- مقالات تستعمل روابط فنية بلا صلة مع ويكي بيانات